# Clethra hendersonii
Clethra hendersonii är en tvåhjärtbladig växtart som beskrevs av Herman Otto Sleumer. Clethra hendersonii ingår i släktet Clethra och familjen Clethraceae. Inga underarter finns listade i Catalogue of Life.